# Schwandorf
Schwandorf est une ville allemande située en Bavière et chef-lieu de l'arrondissement de Schwandorf.

## Histoire
| Appartenances historiques Duché de Bavière-Landshut 1373-1392 Duché de Bavière-Munich 1392-1505 Duché de Palatinat-Neubourg 1505–1808 Royaume de Bavière 1808–1918 République de Weimar 1918–1933 Reich allemand 1933–1945 Allemagne occupée 1945–1949 Allemagne 1949–présent |

## Personnalités
- Andreas Strobl (1703-1758), missionnaire jésuite en Inde et astronome à la cour du Raja Jai Singh II de Jaipur, est né à Schwandorf.
- Augustin Rösch (1893-1961), est un prêtre jésuite, Supérieur Provincial des Jésuites allemands et résistant au nazisme. Membre du Cercle de Kreisau, il est indirectement impliqué dans le complot du 20 juillet 1944.

Schwandorf est également le siège de l'entreprise du secteur de la méthanisation Schmack Biogas, filiale du groupe Viessmann.